# 柳兼子
柳 兼子（やなぎ かねこ、1892年（明治25年）5月18日 - 1984年（昭和59年）6月1日）は、日本の声楽家 （アルト）・音楽教育者。 「白樺派」で「民藝運動」主唱者の柳宗悦の妻である。旧姓は中島。祖父は幕末のオランダ留学生の中島兼吉。長男の柳宗理は工業デザイナー、次男の柳宗玄は美術史家、三男の柳宗民は園芸家として知られている。

## 略歴・人物
柳兼子(中島かね)は東京市本所区、1892年(明治25年)5月18日に生まれる。東京府立第一高等女学校を経て、1912年に東京音楽学校本科(同級生に、原信子、梁田貞、中山晋平、杉山長谷夫。)声楽部を優等で卒業、研究科に進む。ハンカ・シェルデルップ・ペツォルトに師事。 9月に「春の草、秋の草」(吉丸一昌詩)を作曲。1914年東京音楽学校研究科を退学。白樺派で民藝運動創始者となる柳宗悦と結婚し、中島姓を柳に改める。千葉県我孫子市に転居。1925年に京都市に移住し、同志社女子専門部、京都府立第一高等女学校などの講師を務めた。
千葉県我孫子で新婚生活をしていた頃に、日本政府の朝鮮半島への同化政策に反発し、夫婦ともに朝鮮へ渡りリサイタルを開催、同地の人々と深い親交を結んだといわれている。
かつては「声楽の神様」とまで称され、数々のドイツ・リートを歌った。1927年にはグスタフ・マーラーの歌曲集『亡き子をしのぶ歌』『リュッケルトの詩による5つの歌』および『子どもの魔法の角笛』の中の「死せる鼓手」「少年鼓手」を日本初演している（近衛秀麿指揮、新交響楽団（NHK交響楽団の前身）の定期演奏会）。1928年にドイツへ留学した。ベルリンでのリサイタルではドイツ人を驚愕させるほどの日本最高のリート歌手であったが、軍歌を歌うことを頑なに拒否した。1930年に自由学園講師、1933年東京に帰り毎日音楽コンクール審査員。1935年民藝館長屋門に隣接した母屋が完成、そこでの生活始める。  1939年帝国音楽学校講師。1946年皇居において御前演奏、1950年毎日音楽賞特別賞受賞、1954年-1972年国立音楽大学教授、1961年紫綬褒章受章、1965年に女性初の芸術院恩賜賞を受賞、1966年皇后還暦記念御前演奏、1972年日本芸術院会員。1984年6月1日死去した。92歳没。墓所は小平霊園(27-13-2)。
85歳まで公式のリサイタルを続け、その後も数年間は私的な集まりで歌い続けていた。また92歳で亡くなる2か月前まで後進の指導にあたっている。これは肉体を自身の楽器とする声楽家では普通はあり得ないことであり、世界的に見ても87歳まで演奏活動を続けた声楽家というのは、当時は彼女以外存在しなかったと思われる。その後、2001年にドイツ・オーストリアでマルタ・メードルが89歳でステージに上がり、同年にハンス・ホッターが92歳で王子役を演じ、2012年に栗本尊子が92歳でソロコンサートを開催しているが、時代が異なることも考慮すれば、いずれも奇跡として並び賞されるべきであろう。
2001年、柳兼子再評価の機運が高まり、オーディオ・ラボのレーベルで長らく廃盤になっていたいくつかの音源が復刻された。また他にもアートユニオン、グリーンドアのレーベルからもCDが出されている。「現代日本歌曲選集2　日本の心を唄う」（オーディオ・ラボ　OVCA00003）に収められた「荒城の月」「九十九里浜」「平城山」「小諸なる古城のほとり」「早春賦」「浜辺の歌」は、録音当時83歳であった。
2003年には佐藤隆司企画・原案、渋谷昶子脚本・演出によるドキュメンタリー映画『兼子-Kaneko』（全農映）が制作され、その後、日本各地で上映される。また英語版も翌年に制作され、日本国外でも上映がされている。歌唱法に長唄の要素がとり込まれていることが、このドキュメンタリーの中で指摘されている。

## 柳兼子・演奏音源
- 「うたごころ」アートユニオン　ART-3017
- 「柳兼子 現代日本歌曲選集」オーディオ・ラボ　OVCA-00001
- 「柳兼子 声楽リサイタル」オーディオ・ラボ　OVCA-00002（1975年11月5日第一生命ホールにおける実況録音）
- 「柳兼子 現代日本歌曲選集2」オーディオ・ラボ　OVCA-00003
- 「永遠のアルト 柳兼子」グリーンドア音楽出版　GD-2001~2003
- 「魔王 柳兼子」グリーンドア音楽出版　GD-2004